# Françoise Jézéquel
Pour les articles homonymes, voir Jézéquel.
Françoise Jézéquel, née le 30 mars 1970 à Morlaix, est une footballeuse internationale française jouant au poste de milieu de terrain. 

## Carrière
Clubs
- 1985-1988 :  Football Club du Bergot
- 1988-1999 :  Saint-Brieuc Sports Chaffoteaux
- 1999-2003 :  Saint-Brieuc FF
- 2003-2004 :  Stade briochin

Sélection
- 1988-2001 :  Équipe de France de football féminin : 55 sélections, 13 buts